# Rainier Square Tower
La Rainier Square Tower est un gratte-ciel de 259 mètres à Seattle aux États-Unis.
La tour de 58 étages est sur l'Union Street entre les 4e et 5e avenues, à côté de la Rainier Tower existante, et est le deuxième plus grand bâtiment de Seattle. Ce projet de 600 millions de dollars, achevé en 2020, est le plus haut gratte-ciel construit dans la ville depuis 1985,.

## Histoire
L'Université de Washington, propriétaire du Metropolitan Tract, a annoncé son intention de réaménager le centre commercial de Rainier Square à la fin de 2013. Le centre commercial a ouvert en 1978 et occupe les trois quarts du bloc autour de l'actuelle Rainier Tower,. Les responsables avaient précédemment proposé de démolir le centre commercial pour en faire un hôtel de 26 étages en 2000, mais la proposition a été abandonnée. En mai 2014, le conseil des régents de l'université a choisi Wright Runstad pour développer la propriété. En novembre 2015, Wright Runstad a augmenté la hauteur proposée de la tour de 800 à 850 pieds (259 mètres), avec huit étages supplémentaires d'appartements de luxe. Le 3 décembre 2015, la ville a approuvé le plan directeur d'utilisation, ouvrant ainsi la voie au début de la construction,,.
Le centre commercial Rainier Square a été fermé en août 2017 et la démolition du site a commencé le mois suivant ,. Amazon a été annoncé comme le seul locataire de la partie bureaux en octobre 2017. En février 2019, Amazon a annoncé qu'elle sous-louerait la tour tout en envisageant d'autres options. L'érection du noyau d'acier a commencé en octobre 2018 et le bâtiment a été complété dix mois plus tard, en août 2019. La construction est achevée en septembre 2020.
La partie commerciale sera occupée par un club de fitness Equinox et un magasin PCC Community Markets,. PCC ouvre son magasin en janvier 2022. L'hôtel de 169 chambres devait à l'origine être exploité par Equinox dans le cadre de sa division hôtelière, mais est remplacé par un immeuble de bureaux de huit étages baptisé 400 University en octobre 2019. Ce bâtiment atteint sa hauteur maximale en janvier 2021.

## Design
La tour, conçue par la NBBJ, comprendra près de 200 appartements de luxe, des bureaux et des commerces de détail, ainsi qu'un hôtel de 12 étages comprenant environ 150 chambres dans un bâtiment séparé. Six niveaux de parking souterrain pourront accueillir jusqu'à 1 000 véhicules. La tour aura un aspect unique et "incliné", commençant par une base large et devenant progressivement plus mince aux étages supérieurs. Les premiers modèles avaient une base conique commençant à un étage supérieur, mais elle a été abaissée afin de ne pas obscurcir la vue de la base "piédestal" unique de la tour Rainier adjacente de Minoru Yamasaki,.
La tour utilise un système « radical » de noyau de mur de cisaillement qui utilise des plaques d'acier au lieu des traditionnelles barres d'armature et des coffrages entre les éléments en béton. Cette méthode a permis de réduire le temps nécessaire à l'érection des étages de la tour.
Un bâtiment séparé de dix étages, situé à l'angle sud-ouest du site, 400 University, possède une superficie de 10 000 m2 et ouvre ses portes en 2021. Le bâtiment dispose d'une terrasse sur le toit d'environ 557 m2 et d'un espace commercial.